# Prespa

Mapa topográfico de la región de Prespa.

Prespa (en macedonio: Преспа) es una región de Macedonia del Norte. Se comparte el mismo nombre con los dos lagos Prespa que están situados en el centro de la región. La ciudad más grande es Resen con 9.000 habitantes.
La región más amplia de Prespa es compartida por Macedonia del Norte, Albania y Grecia.

## Historia
En las fronteras actuales, la región está dividida entre tres países, resultado de la división de los territorios otomanos de Europa tras las dos guerras de los Balcanes. La propia Prespa tiene una importante posición geoestratégica. Durante el dominio romano a través de Prespa, se construyó la famosa y antigua calzada romana "Vía Egnatia". Además de la carretera, también se construyeron varios asentamientos. En los siglos VI y VII en Prespa no se asentaron permanentemente tribus eslavas. Los eslavos se saltaron la región que ya había sido saqueada y despoblada, pero continuaron hacia el sur, hacia la costa mediterránea.

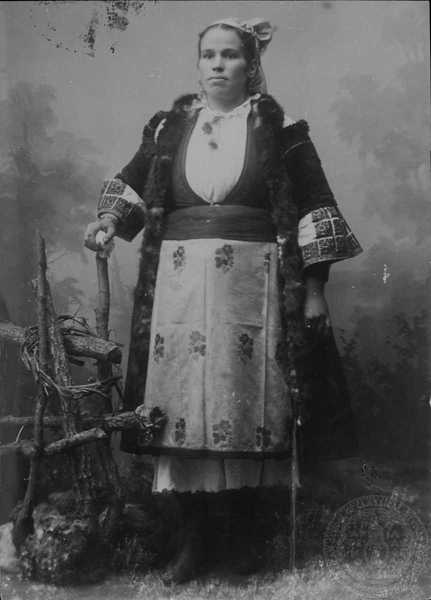
Mujer de Jankovec con traje popular. Alta Prespa, principios del.

A finales del siglo X y principios del XI, durante el reinado de los Cometópulos, además del lago de Prespa se mencionaba también la ciudad de Prespa, como capital del Primer Imperio Búlgaro. Esta ciudad fue también la sede del Patriarcado Búlgaro, cuya sede fue trasladada posteriormente al Patriarcado Búlgaro de Ochrid.